# Бестянка
Бестянка — село в Кузнецком районе Пензенской области Российской федерации. Административный центр Тарлаковского сельсовета.

## Название
Село благодаря своему местоположению получило название «Гөл-Бостан», что в переводе с тюркского означает «Цветущий сад».

## Население
По данным переписи населения 2010 года проживает 1266 человек. Из них значительно преобладает численность татар — почти 100 %. Так же проживает незначительное количество русских и приезжих со Средней Азии.

## Инфраструктура
На территории села расположены Средняя общеобразовательная школа, В центре села находятся Дом Культуры с библиотекой, пекарня хлебобулочных изделий, кафе. Несколько продуктовых и хозяйственных магазинов рассредоточены по населенному пункту для удобства пользования гражданами. Так же в центре расположен памятник ветеранам Великой Отечественной войны. В селе имеется амбулатория.

## Религия
В селе две мечети, медресе

## Видео
- Село Бестянка и Марьевка (21.08.2022)
- Дорога Бестянка – Сюзюм, Кузнецкий район (21.08.2022)